# Grúmant
Grúmant (en noruec: Grumantbyen; en rus: Грумант) és un assentament abandonat de mineria del carbó pertanyent a l'antiga Unió Soviètica, situat a l'arxipèlag Svalbard, Noruega, establert el 1912 i abandonat el 1965. Es van arribar a extreure dos milions de tones de carbó. El màxim de població va tenir-lo el 1951/52 amb 1.106 habitants (incloïa la Badia Coles, que era el port de Grúmant). El nom es referia a tot l'arxipèlag Svalbard en idioma de Pomerània, i potser és una corrupció del nom de Groenlàndia.
Grumant es troba a Spitsbergen, la més gran de les illes Svalbard, a uns 10 quilòmetres al sud-oest de Longyearbyen, el centre administratiu.